# Arconada
Arconada is een gemeente in de Spaanse provincie Palencia in de regio Castilië en León met een oppervlakte van 19,43 km². Arconada telt 44 inwoners (1 januari 2016).

## Demografische ontwikkeling

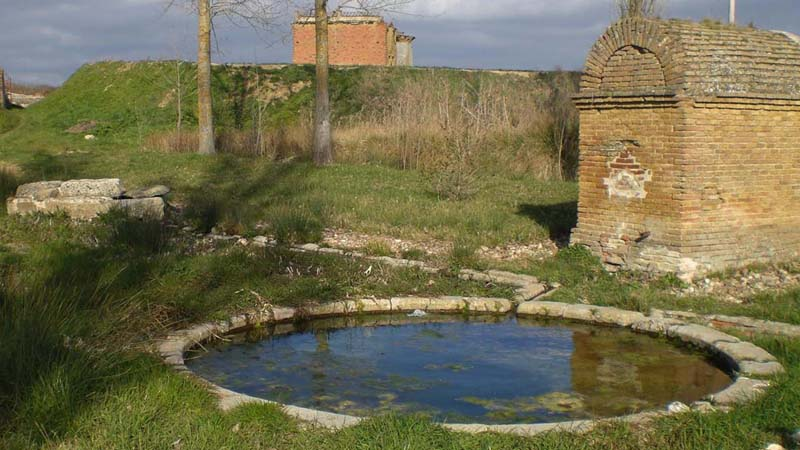
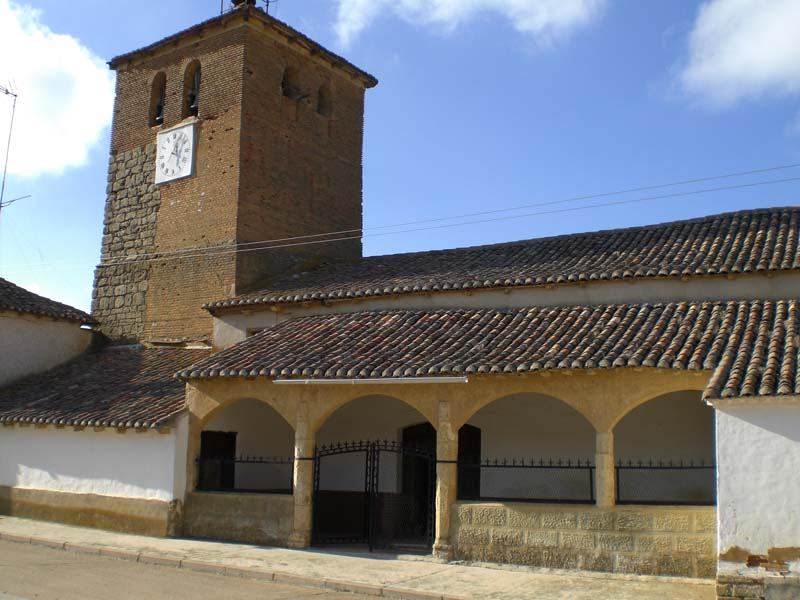

Bron: INE, 1857-2011: volkstellingen